# 小蓬草
小蓬草（学名：Erigeron canadensis）又名加拿大蓬、飞蓬、小飞蓬，是菊科飞蓬属的植物。分布在北美洲以及中国大陆等地，生长于海拔350米至3,100米的地区，多生于荒地、田边、旷野和路旁，目前尚未由人工引种栽培。
其种加词“canadensis”意为“加拿大的”。

## 外部連結
- 表無羈萜醇 Epifriedelanol （页面存档备份，存于） 中草藥化學圖像數據庫 (香港浸會大學中醫藥學院) （中文）（英文）